# 罗卡马杜尔宗教城

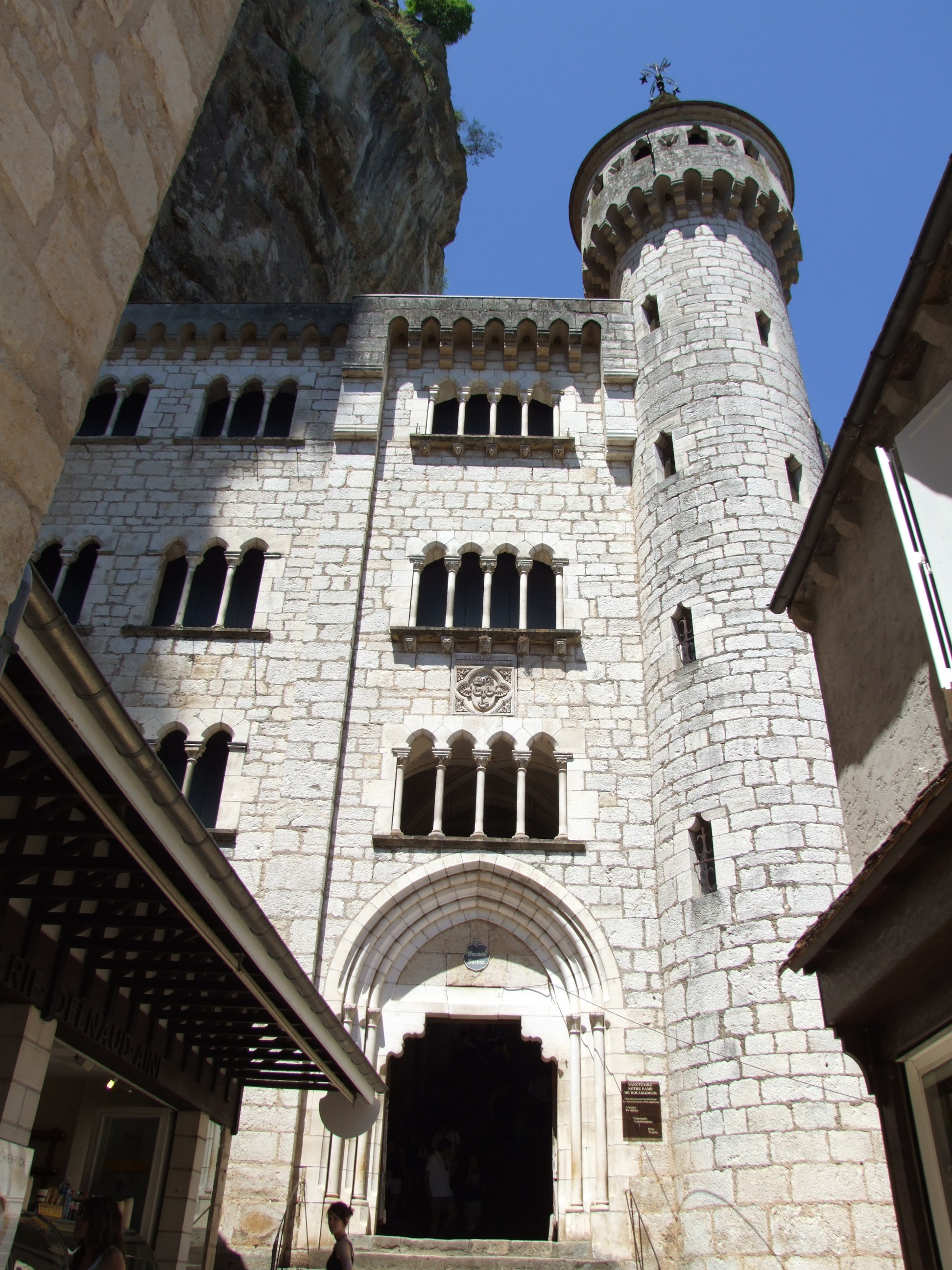

罗卡马杜尔宗教城（Cité religieuse de Rocamadour）或罗卡马杜尔朝圣地（Sanctuaire de Rocamadour）是一个罗马天主教的圣母朝圣地，位于法国奥克西塔尼大区洛特省罗卡马杜尔的阿尔祖河河谷边的悬崖上。它起源于11世纪，大多数宗教建筑建于12世纪。其中包括通向宗教城的216级阶梯、庭院、一个宗座圣殿、一个地下圣堂（圣阿马杜尔墓穴）以及七个小圣堂：圣若翰洗者小堂 （chapelle Saint-Jean-Baptiste）、圣伯拉削小堂 （chapelle Saint-Blaise）、圣亚纳小堂 （chapelle Sainte-Anne）、圣救主圣殿（basilique Saint-Sauveur）、圣母小堂 （chapelle Notre-Dame）、圣弥额尔小堂（chapelle Saint-Michel）以及圣类斯小堂（chapelle Saint-Louis），其中一个供奉12世纪的黑圣母像。该朝圣地已被列为世界遗产和法国历史古迹加以保护。
2013年，罗卡马杜尔朝圣地庆祝它的千禧纪念。

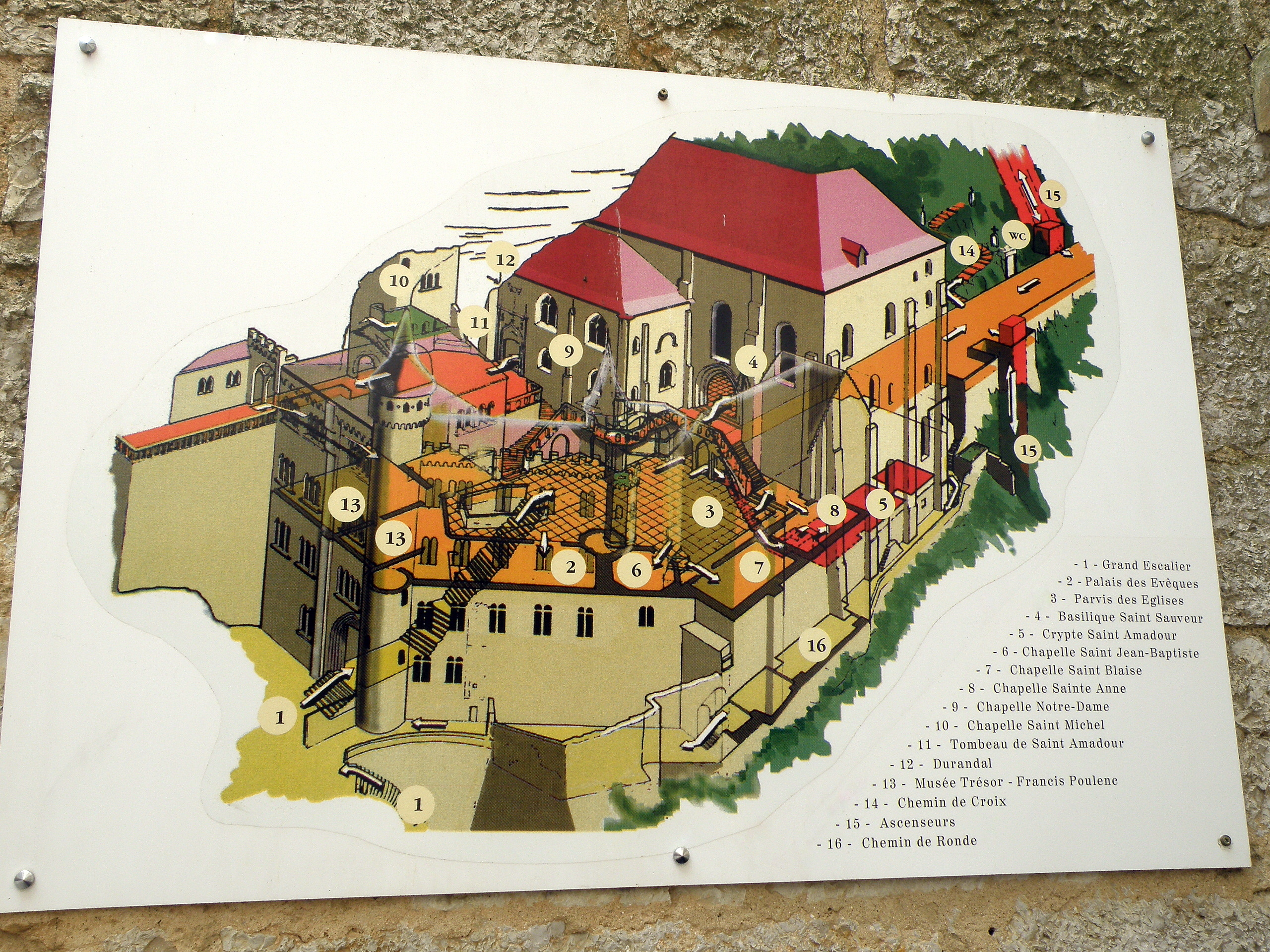

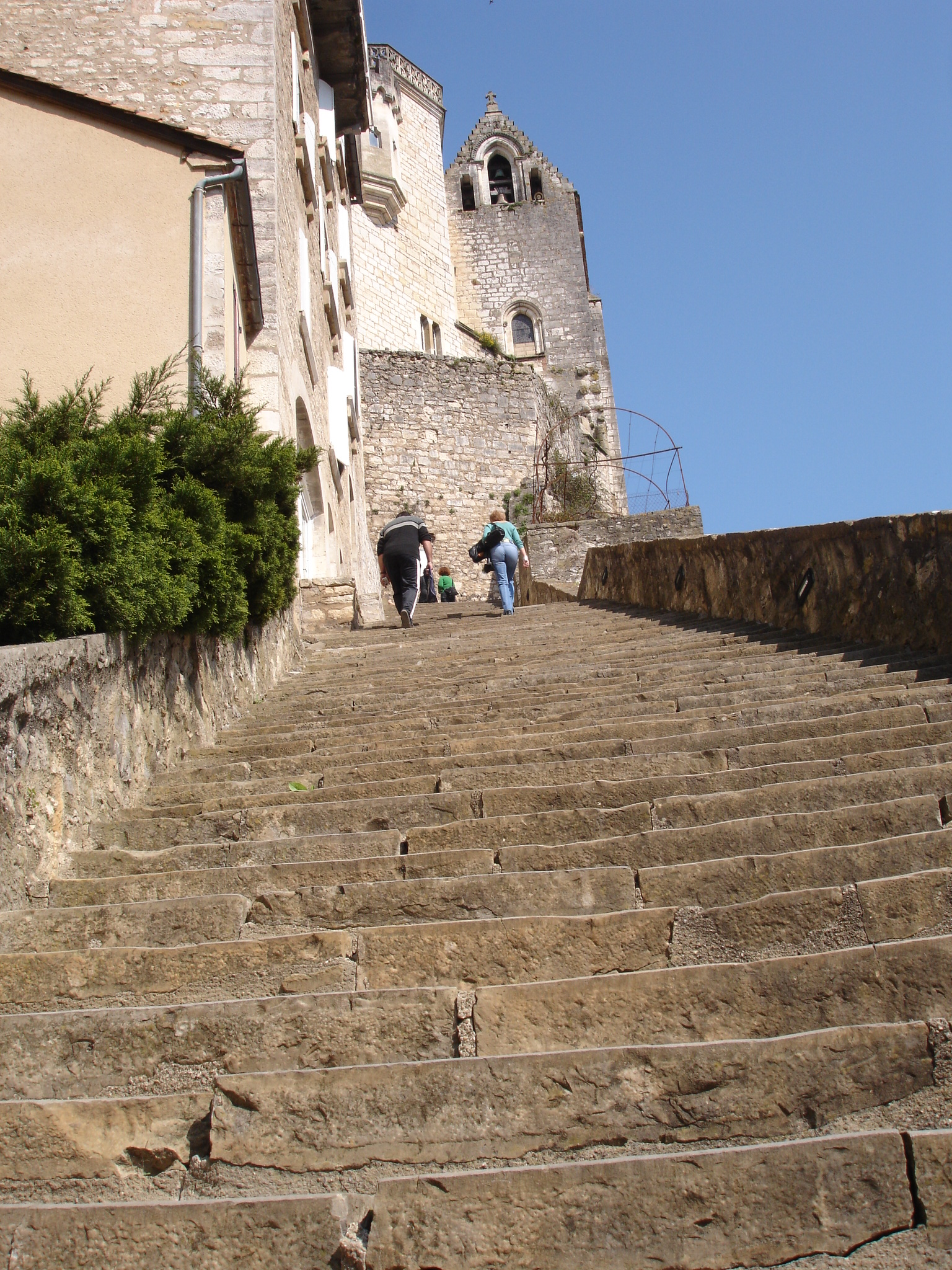
通向宗教城的阶梯

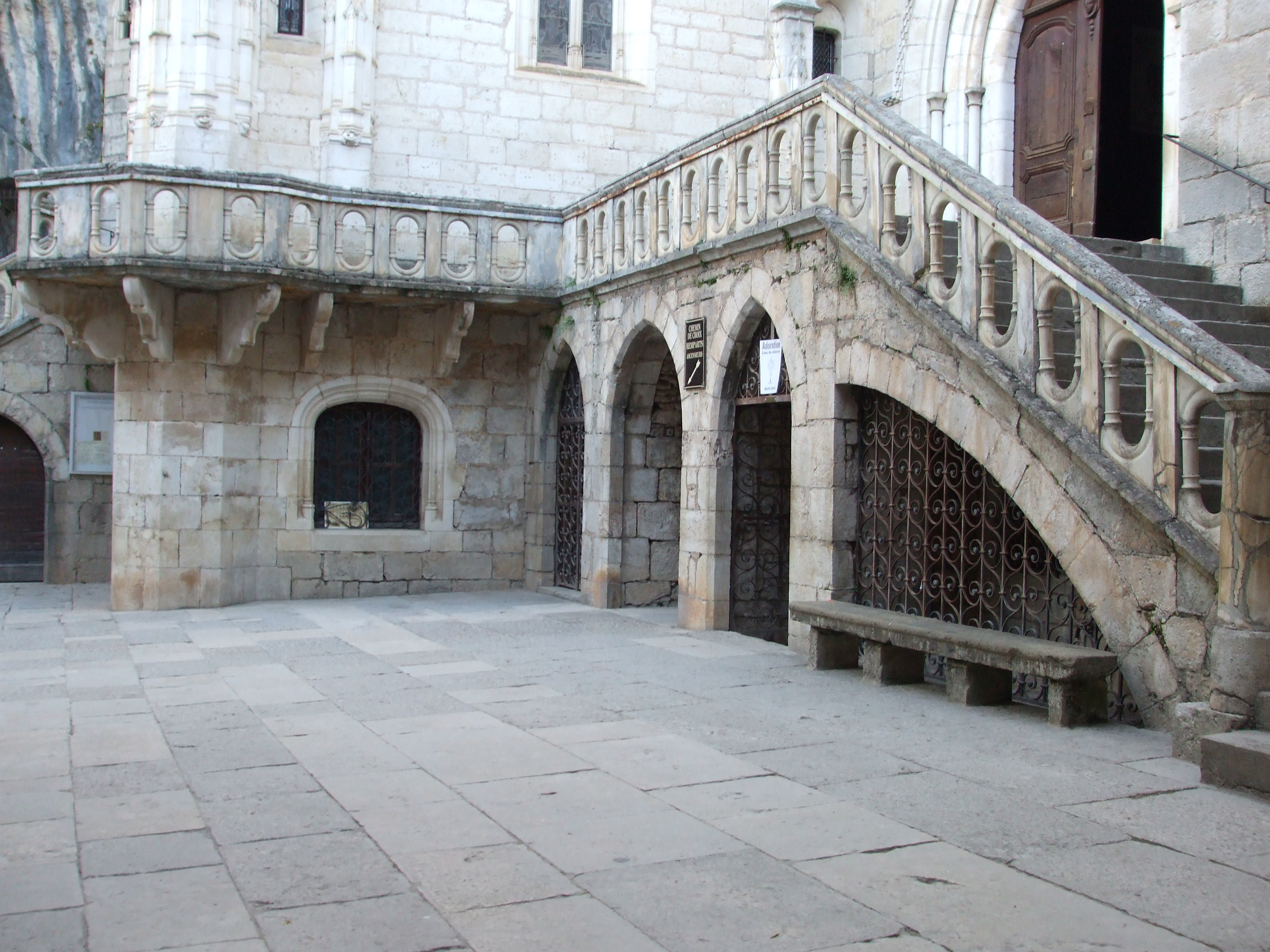

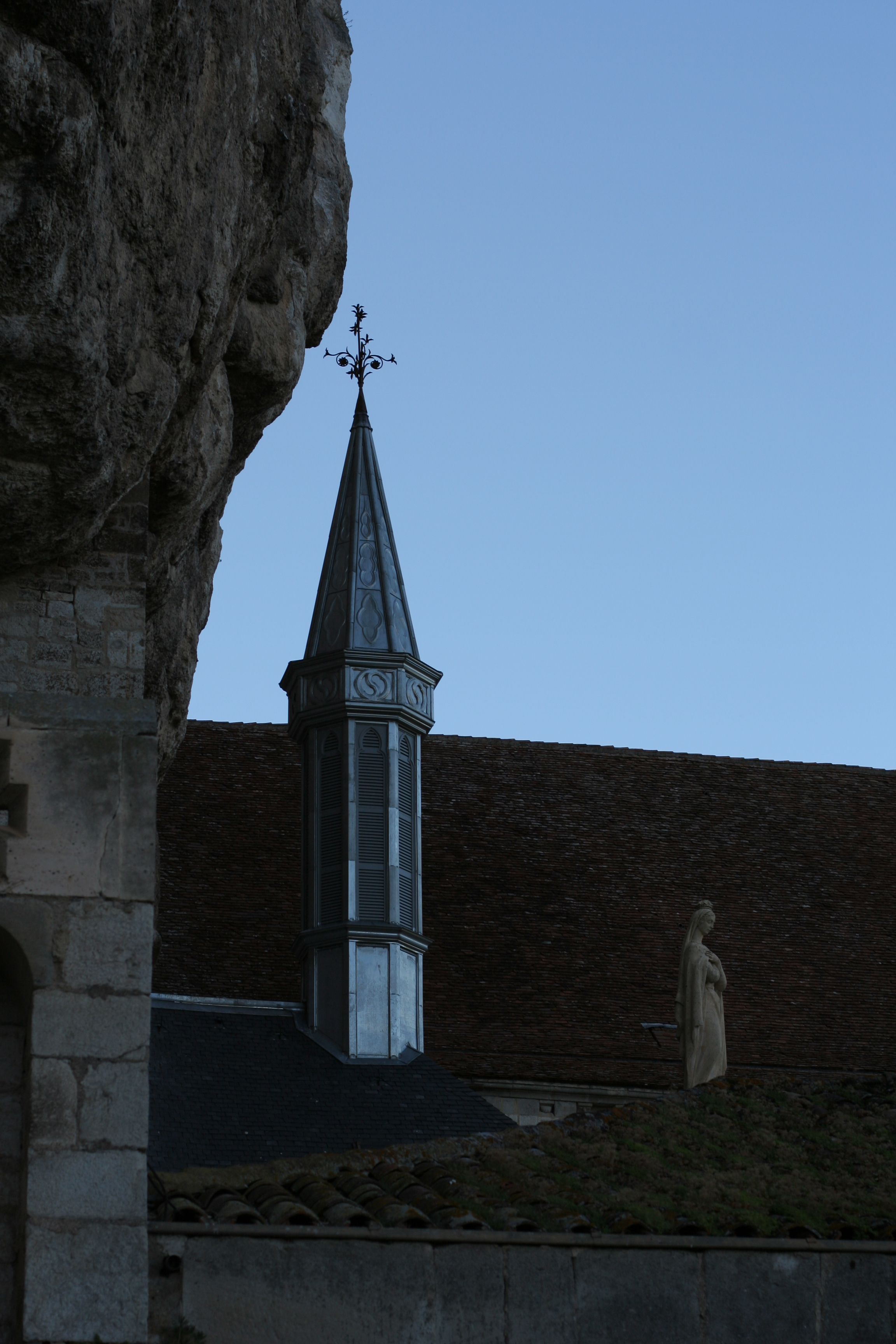
圣母小堂新钟楼